# Copelatus bolivianus
Copelatus bolivianus is een keversoort uit de familie waterroofkevers (Dytiscidae). De wetenschappelijke naam van de soort is voor het eerst geldig gepubliceerd in 1957 door Guignot.